# 406-мм морская пушка Б-37
406-мм морская пушка Б-37 — советское корабельное орудие калибра 406,4 мм (16 дюймов). Орудиями типа Б-37 в трёхорудийных башенных установках, получивших шифр МК-1 (Морская корабельная № 1), предполагалось вооружить линейные корабли типа «Советский Союз», а на рубеже 1940—1950-х годов (в модернизированных башенных установках МК-1М) линейные корабли проекта 24. В связи с прекращением строительства линейных кораблей типа «Советский Союз» в июле 1941 года работы над созданием орудия Б-37 и башни МК-1 к нему были остановлены.
Одна из опытных пушек Б-37 в 1941—1944 годах принимала участие в обороне Ленинграда от немецких войск и в составе батареи № 1 Научно-исследовательского морского артиллерийского полигона поддерживала войска Ленинградского и Волховского фронтов на различных направлениях. За период боевых действий из пушки Б-37 было сделано 82 выстрела по войскам противника.

## Предыстория разработки орудия Б-37
К 1917 году в Российской империи был освоен выпуск морских орудий калибром до 356 мм включительно. Производилось Обуховским заводом и британской компанией Виккерс, которая выпустила первую партию орудий. Всего до революции флот получил 11 орудий: десять из Великобритании и одно от Обуховского завода. Для сухопутного ведомства Обуховский завод сдал 17 356/52-мм пушек СА, отличавшихся от морских большим весом и большим объёмом каморы. С лета 1912 по начало 1918 года в техническом бюро Обуховского сталелитейного завода велось создание опытного 406/45-мм орудия (а также станка к нему и башенной установки) для перспективных линейных кораблей российского флота. Дополнительно были выполнены эскизные проекты двух-, трёх- и четырёхорудийных башен для этого орудия. Работы над созданием первой русской 406-мм корабельной пушки были остановлены при 50 % готовности опытного орудия.
В 1920-е годы производство морской артиллерии в СССР пришло в упадок, и только работы по модернизации артиллерии старых линкоров типа «Севастополь» позволили сохранить и обучить новые кадры. С 1936 года разработкой тактико-технических заданий всех советских корабельных артиллерийских установок, а также рассмотрением проектов и выдачей по ним заключений занимался Артиллерийский научно-исследовательский морской институт (сокращённо АНИМИ), которым руководил известный артиллерист и контр-адмирал (впоследствии вице-адмирал) И. И. Грен.

## Проектирование
Выбор 406-мм калибра для артиллерии советских линкоров типа «Советский Союз» был обусловлен наличием орудий такого же калибра на наиболее мощных линкорах зарубежных флотов. Попытки повысить калибр артиллерии главного калибра (в период Первой мировой войны) закончились неудачей и не получили дальнейшего развития. В то же время, сведения о намерениях повысить калибр перспективных иностранных линкоров сверх 406 мм в 1936 году у советского военно-морского руководства отсутствовали. В Российской империи и позднее в СССР наибольшим освоенным промышленностью для морских орудий был калибр 356 мм. Исследования, выполненные Военно-морской академией, показали, что при водоизмещении линкора 50 000 т 3×4 356-мм башни будут менее эффективными, чем 3×3 406-мм, и такими же эффективными, как 2×3 457-мм башенные установки. От применения орудий калибра 457 мм отказались, опасаясь технологических трудностей (масса одной трёхорудийной башни должна была составить до 3000 т).
Тактико-технические требования на трёхорудийную башенную установку МК-1 были разработаны сотрудниками АНИМИ летом 1936 года и позднее неоднократно корректировались. По первоначальному проекту ТТХ пушки Б-37 были следующие: вес снаряда — 1105 кг, начальная скорость — 870 м/с, дальность стрельбы — 49,8 км, угол вертикального наведения — 45°, давление в канале ствола — 3200 кг/см². Бронебойный снаряд согласно требованию тактико-технического задания должен был пробивать бортовую броню толщиной 406 мм под углом 25° от нормали на расстоянии 13,6 км. Конструкторами пушки были проведены расчёты двух вариантов нарезки: в 25 и 30 калибров постоянной крутизны. Помимо этого, были разработаны два варианта ствола: скреплённый и лейнированный.
Разработка орудия Б-37 велась ленинградским заводом «Большевик» в 1937—1939 годах на основе постановления СТО при СНК СССР от 16 июля 1936 года. Качающаяся часть пушки Б-37 разрабатывалась под руководством профессора Евгения Георгиевича Рудяка, им же велось фактическое руководство работ по созданию орудия. Разработка ствола велась Михаилом Яковлевичем Крупчатниковым (1897—1978), которого «по праву называют основоположником и практиком теории проектирования стволов крупнокалиберной артиллерии». Затвор с казёнником и уравновешивающий механизм разрабатывал Г. П. Волосатов. Лейнер пушки был спроектирован в НИИ-13, разработка люльки с противооткатными механизмами велась в конструкторском бюро Ленинградского Металлического завода под руководством А. А. Толочкова. Проектирование и разработка рабочих чертежей снарядов были выполнены Ленинградским филиалом НИИ-24,  взрывателей — ЦКБ-22,  порохов — НИИ-6 НКБ. Окончательный вариант технического проекта орудия Б-37 был создан в сентябре 1937 года и утверждён КО при СНК СССР в начале 1938 года.
Разработка трёхорудийной башенной артиллерийской установки МК-1 была инициирована постановлением СТО при СНК СССР от 16 июля 1936 года. Технический проект башенной установки МК-1 с качающимися частями Б-37 был выполнен в апреле 1937 года. Башенная установка вместе с артиллерийскими погребами проектировалась на Ленинградском Металлическом заводе имени Сталина (ЛМЗ) под руководством Д. Е. Брилля. По проекту 1937 года башня оснащалась 46 электродвигателями мощностью 1132 л. с. Эскизный проект башенной установки МК-1 был завершён ЛМЗ в мае 1937 года. Рабочие чертежи МК-1 были готовы к 1938 году. По воспоминаниям начальника Артиллерийского управления ВМФ генерал-лейтенанта И. С. Мушнова, один комплект этих чертежей включал в себя 30 тысяч ватманов, и, будучи разложены в виде ковровой дорожки, они протянулись бы на 200 км.
11 апреля 1938 года на заседании Совета исполнения заказов по военному судостроению рассматривался вопрос «О состоянии проектирования 16-дюймовых башенных установок для линкоров „А“». Комиссии под председательством М. М. Кагановича, в которую также вошли П. А. Смирнов, А. Д. Брускин, И. С. Исаков, И. Ф. Тевосян, Б. Л. Ванников и С. Б. Волынский, было поручено «разработать и представить 20 апреля 1938 г. Совету исполнения заказов мероприятия по ускорению опытных работ и подготовки к изготовлению 16-дюймовых орудий и башенных установок на заводах „Большевик“ и „Новокраматорский“». На состоявшемся 21—22 апреля очередном заседании Совета исполнения заказов присутствовали В. М. Молотов, А. А. Жданов, М. М. Каганович, А. Д. Брускин, П. А. Смирнов, И. Ф. Тевосян и «приглашались» Акулин, Егоров, Ванников, Устинов, Шипулин, Иванов, Ласин, Тылочкин, Горемыкин, Рябиков; заседание обсудило проект постановления НКОП «О мероприятиях по ускорению рабочего проектирования 406-мм (16-дм) орудий и 3 орудийных башен» и постановило «внести этот проект на утверждение Комитета обороны при СНК СССР». В одном из докладов наркома ВМФ П. А. Смирнова (1938 год, № 257421) отмечались причины, вызвавшие «замедление» рабочего проектирования: «Технический проект 406-мм орудия заводом „Большевик“ не закончен из-за незавершения опытных работ по автоматическому стреляющему приспособлению и уравновешивающему механизму замка, что может задержать изготовление опытного образца орудия на заводе „Баррикады“. Задерживаются опытные работы на Ленинградском Металлическом заводе (им. И. В. Сталина) по противооткатным устройствам и муфте Дженни».
Для создания орудия Б-37 использовались наработки по ранее разработанным проектам артиллерийских установок калибра 305 и 356 мм, а также данные, полученные при испытаниях опытного затвора на заводе «Большевик» и отстреле на Научно-исследовательском артиллерийском полигоне (НИАПе) опытного лейнера в 356/52-мм пушке, перестволённой в 305-мм.
С началом Великой Отечественной войны все работы по дальнейшему развитию конструкции пушки Б-37 и созданию башни МК-1 были прекращены.

## Производство и испытания

### Производство орудий Б-37

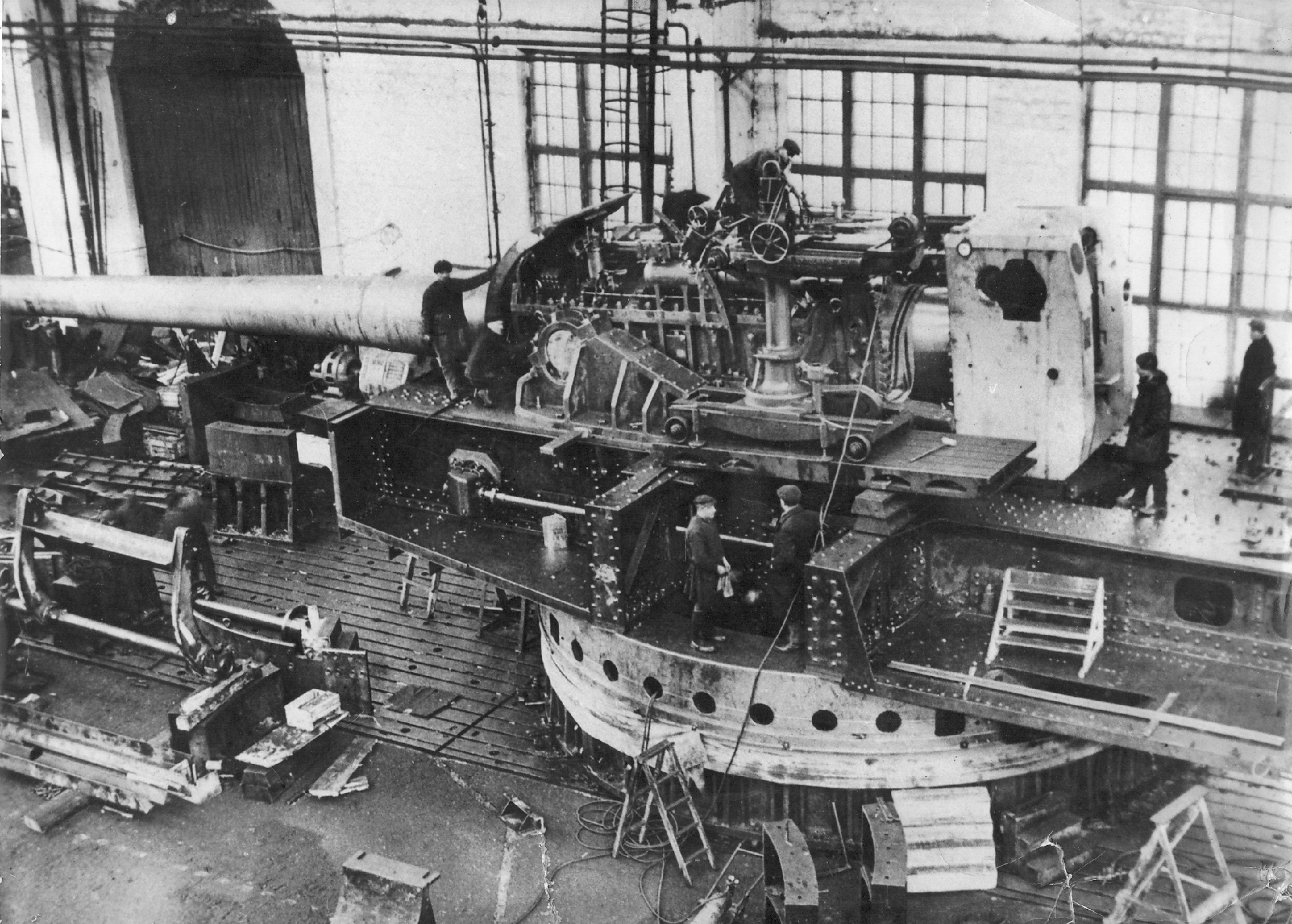
Пушка Б-37 в одноствольной опытной установке МП-10 в цехе Новокраматорского завода, 1939 год

Изготовление артиллерии главного калибра велось сложно, так как прошлый опыт, в основном, был или утерян, или забыт. Для производства крупнокалиберной артиллерии требовалось обновить и создать новые производства, обеспечить применение специальных высоколегированных сталей и высококачественного литья. Ведущие предприятия по производству 406-мм артиллерийских орудий и башенных установок к ним были определены к началу 1937 года.
Первое опытное орудие Б-37 было собрано на сталинградском заводе «Баррикады» (при участии Ленинградского металлического завода и завода № 232 НКОП «Большевик») в декабре 1937 — марте 1939 года и имело скреплённый ствол. Люльку со всеми механизмами качающейся части для первого орудия изготовил Новокраматорский машиностроительный завод. Всего было изготовлено 12 орудийных стволов (в том числе 11 с лейнированными стволами и 1 скреплённый), а также пять качающихся частей для них. К орудию была выпущена и опытная партия 406-мм снарядов (на заводе № 232 «Большевик» и брянском заводе «Красный Профинтерн»). 
Изготовление ствола 406-мм орудия требовало слитка специальной высококачественной стали массой более 140 т без посторонних включений, раковин и т. п. С этой целью отливка велась при поступлении жидкой стали сразу из двух мартеновских печей (100-т и 50-т). Слиток подвергался ковке на мощных прессах с усилием до 6000 т, затем обрабатывался термическим способом в масляных ваннах, после чего на специальных станках производились его механическая наружная обработка до чертёжных размеров, глубокое сверление на всю глубину ствола, чистовая расточка, шлифовка и нарезка каналов. Длина станков с план-шайбами должна была быть вдвое большей, чем у обрабатываемых заготовок ствола, а длина инструмента для глубокого сверления и последующих операций должна была соответствовать длине ствола. Изготовление одного ствола длиной 16 м занимало при непрерывной обработке много месяцев, часто более года.
Планировалось ежегодно, начиная с 1 января 1942 года, поставлять ВМФ по восемь 406-мм башен МК-1 (соответственно 24 пушки Б-37). Изготовление ствола с затвором и казёнником поручалось заводу «Баррикады», люльки с механизмами качающейся части — Новокраматорскому машиностроительному заводу. Бронебойные и фугасные снаряды для опытного и 11 малосерийных орудий изготовлял завод «Большевик», а фугасно-практические — завод «Красный Профинтерн». Взрыватели изготовлялись в ЦКБ-22 НКБ.

### Производство башенных установок МК-1
Производство башенных установок должно было осуществляться на Ленинградском Металлическом заводе (№ 371 НКОП), контрагентами которого были Кировский и Ижорский заводы, заводы «Большевик», «Электроприбор», ГОМЗ, ЛОМЗ, ССБ, а также на судостроительных заводах № 198 (в Николаеве) и № 402 в Молотовске (современном Северодвинске).
Изготовление и сборка артиллерийских башен традиционно происходили на специальных заводских стендах — «ямах». Там они монтировались, после чего разбирались, транспортировались к месту установки, где происходили окончательная сборка, установка на корабль, отладка и сдаточные испытания. Башенная броня окончательно устанавливалась уже непосредственно на корабле. Монтаж башен главного калибра должен был производиться с помощью плавучих кранов большой грузоподъёмности.
Сооружение на заводах механосборочных цехов башен МК-1 превратилось в трудноразрешимую проблему. На Ленинградском металлическом заводе было начато возведение нового цеха площадью 54 000 м², в одном из пролётов которого был смонтирован карусельный станок с диаметром план-шайбы 18 м для расточки оснований башен, два 250-т мостовых крана, построены две «ямы» для башен МК-1. Согласно плану первая башня МК-1 должна была быть смонтирована в «яме» в I квартале 1941 года. Для транспортировки башни в частично разобранном состоянии от причала завода по Неве на Балтийский завод КБ-4 был спроектирован специальный лихтер.
Башенный цех завода № 198 в Николаеве строился, как и на Ленинградском металлическом заводе, с 1937 года. Из 411 намеченных к установке в цехе станков к началу октября 1940 года удалось установить только 205, но 18-метровый карусельный станок приобрести не удалось. По причине отставания строительства башенных цехов в начале 1939 года задание на выпуск башен МК-1 было выдано Старокраматорскому машиностроительному заводу им. Серго Орджоникидзе. По условиям задания первая башня должна была быть сдана этим заводом к концу 1940 года, четыре башни — к концу 1941, восьмая — к концу 1942 года. План изготовления башенных установок в третью пятилетку был откорректирован и предусматривал выпуск: в 1941 году — трёх башен МК-1 на Ленинградском металлическом заводе и трёх на заводе № 198, а в 1942 году — трёх башен на заводе № 402 (последнее задание являлось абсолютно нереальным).
В итоге, из-за отставания в постройке и оснащении башенных цехов на всех заводах и задержки с поставкой стального литья, брони и электрооборудования плановые сроки готовности всех башен МК-1 были отодвинуты: головной на Ленинградском Металлическом с I квартала 1941 года на его вторую половину, на заводе № 198 в Николаеве — на год, а на заводе № 402 — на 1943 год или более поздний срок. До начала Великой Отечественной войны строительство башенного цеха на заводе № 402 так и не началось, а изготовленные Верхне-Салдинским заводом металлоконструкции для этого цеха были с разрешения КО использованы для иных нужд. Заказанный в Германии 18-метровый карусельный станок остался в Германии. Ни одна из башенных установок МК-1 так и не была полностью изготовлена.

### Испытания
С 6 июля по 2 октября 1940 года под Ленинградом правительственной комиссией во главе с И. И. Греном были проведены полигонные испытания опытного орудия Б-37 со скреплённым стволом. Руководителем испытаний был назначен старший инженер отдела испытаний НИМАП военинженер 2 ранга Семён Маркович Рейдман. Стрельба орудия производилась с опытной одноорудийной установки МП-10 («полигонного станка»), спроектированной под руководством М. А. Пономарёва. Изготовление (в начале 1940 года) и монтаж установки МП-10 на НИМАПе был произведён Новокраматорским заводом, акт об окончании её монтажа на НИМАПе был подписан 18 августа 1940 года. МП-10 установили на железобетонном основании весом 720 т, которое выдерживало отдачу при выстреле более чем в 500 т. Вместо жёсткого барабана было применено литое стальное кольцо массой 60 т и диаметром 8 м. Вращающаяся часть установки МП-10 находилась на 96 шарах диаметром 203 мм, расположенных на шаровом погоне диаметром 7460 мм. Длина станка орудия составляла 13,2 м, его высота от плоскости шарового погона — 5,8 м. Снаряды и полузаряды сгружались с грузового автомобиля на загрузочный стол МП-10, с него переносились на лоток заряжания, расположенный на оси канала. Досылку снарядов производили штатным цепным прибойником.
Всего в процессе испытаний было сделано 173 выстрела, из которых 17 усиленным зарядом. Для снаряда весом 1108 кг был подобран заряд весом 310,4 кг из пороха марки «406/50», начальная скорость снаряда составляла 870 м/с, давление в канале ствола при выстреле достигало 3200 кг/см². Впоследствии конструкторы, решив уменьшить начальную скорость и увеличить живучесть ствола (начальная скорость 830 м/с), подобрали заряд весом 299,5 кг из пороха марки «356/52 1/39К». Скреплённый ствол выдержал все 173 выстрела.
Во время испытания приходилось прибегать к полностью нетрадиционным решениям. Так, например, для выяснения причин повышенного рассеивания снарядов при стрельбе на 25 км пришлось построить специальную баллистическую раму-мишень высотой 40 м. После очередного выстрела на раме-мишени меняли повреждённую снарядом проволочную сетку.
Правительственная комиссия признала, что обеспечена живучесть ствола орудия в 150 выстрелов, при уменьшении начальной скорости на 4,5 %, а также подсчитала, что при уменьшении начальной скорости снаряда на 10 % следует ожидать живучесть 300 выстрелов. Комиссией были отмечены повышенное рассеивание снарядов по дальности из-за некачественного пороха и ведущих поясков снаряда, и неудовлетворительная прочность бронебойных снарядов.
Правительственная комиссия рекомендовала также для последующего изготовления принять лейнированный ствол, для которого внутреннее устройство выполнялось по чертежам скреплённого ствола, и рекомендовала выдать задание на работы по увеличению начальной скорости снаряда до 870 м/с, что допускалось конструкцией орудия.
В целом результаты испытаний были оценены как вполне удовлетворительные или даже успешные, качающаяся часть МК-1 с орудием Б-37 рекомендовалась комиссией для серийного изготовления со внесением некоторых конструктивных изменений. После завершения испытаний работы по доведению орудия до тактико-технического задания были продолжены. Второе опытное орудие (№ 2, с лейнерованным стволом) было изготовлено в 1940 году и прибыло на НИМАП для испытания в конце этого же года.

## 406-мм пушка Б-37
Скреплённый ствол пушки Б-37 состоял из внутренней трубы, четырёх скрепляющих цилиндров, кожуха и казённика. Впервые в истории русской артиллерии крепление казённика на ствол осуществлялось не на резьбе, а шпильками и упорным кольцом. Внутреннее устройство лейнированного ствола, с которым орудие пошло в серийное производство, было аналогично устройству скреплённого ствола. Замена лейнера у лейнированного ствола могла производиться в условиях корабля, стоящего у причальной стенки (для этого, по предварительным оценкам, требовалось около 200 часов). Диаметр лейнера составлял от 570 до 512 мм. Затвор ствола был поршневым двухтактным с трёхступенчатой нарезкой, открывался вверх и имел пневматический уравновешивающий механизм. Приводы затвора действовали от электродвигателя или открывались/закрывались вручную. Электродвигатель привода был закреплён на кронштейне с правой стороны крышки люльки. Вес качающейся части орудия составлял 197,7 т.
Стреляющее устройство действовало на гальвано-ударном принципе. Средствами воспламенения заряда служили гальваническая трубка ГТК-2 и ударная трубка УТ-36. Досылка боеприпаса в орудие производилась с помощью прибойника цепного типа.
Полная длина ствола пушки Б-37 составляла 50 калибров или 20 720 мм. Скорострельность пушки Б-37 зависела от углов возвышения при стрельбе: при углах возвышения до 14° составляла 2,5 выстрела в минуту на ствол или 1,73 выстрела в минуту при углах возвышения более 14° (по другим данным — 2,6 выстрела в минуту при углах возвышения до 20°, 2,5 выстрела в минуту при углах возвышения до 27,5°, 2,4 выстрела в минуту при углах возвышения до 30° и 2,0 выстрела в минуту при углах возвышения до 40°). Боекомплект каждого орудия состоял из 100 выстрелов. Живучесть ствола орудия Б-37 при давлении 3000 кг/см² в канале ствола и начальной скорости снаряда 830 м/с оценивалась в 500 выстрелов.
| Характеристики орудия Б-37           | Характеристики орудия Б-37                            |
| Характеристика                       | Значение                                              |
| ------------------------------------ | ----------------------------------------------------- |
| Калибр, мм                           | 406,4                                                 |
| Тип ствола                           | лейнерованный (у орудия № 1 — скреплённый цилиндрами) |
| Длина ствола, калибров               | 50                                                    |
| Длина ствола, мм                     | 20 720                                                |
| Длина канала ствола, мм              | 19 857                                                |
| Длина нарезной части, мм             | 16 794                                                |
| Наибольший диаметр по кожуху, мм     | 1280                                                  |
| Объём каморы, дм³                    | 441,2 или 438,5                                       |
| Число нарезов                        | 40                                                    |
| Крутизна нарезов, калибров           | 30                                                    |
| Глубина нарезов, мм                  | 8,1                                                   |
| Ширина нарезов, мм                   | 20                                                    |
| Ширина полей, мм                     | 11,92                                                 |
| Тип затвора                          | поршневой двухтактный                                 |
| Приводы затвора                      | 3 электродвигателя                                    |
| Масса затвора, кг                    | 2470                                                  |
| Масса ствола с затвором, кг          | 136 690                                               |
| Максимальная дальность стрельбы, м   | 45 670                                                |
| Начальная скорость снаряда, м/с      | 830                                                   |
| Дульная энергия, т·м (кДж)           | 38 800 (380 498)                                      |
| Скорострельность, выстрелов в минуту | 2—2,6 (в зависимости от угла возвышения)              |

## Башенная установка МК-1

### Конструкция башни

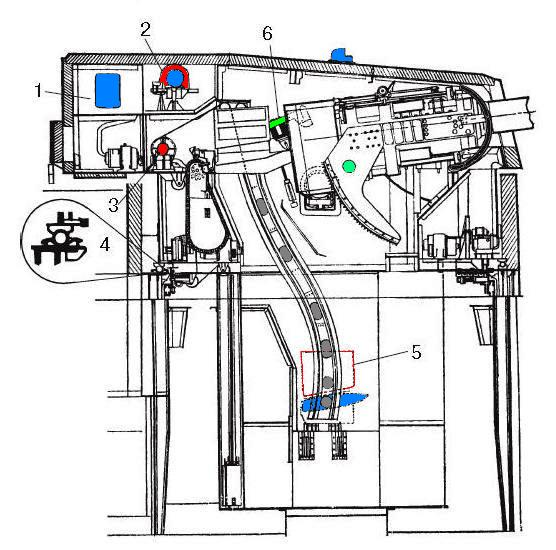
1 — башенный центральный пост, 2 — дальномер ДМ-12, 3 — лебёдка зарядника, 4 — шары для вращения башни, 5 — зарядник на три места (нижнее для снаряда, верхнее для двух полузарядов), 6 — поршневой затвор в закрытом положении.

Башенная установка МК-1 была бронированной. Броня лобовой стенки достигала 495 мм, боковых стенок — 230 мм, задней стенки — 410 мм, барбета — 425 мм, крыши — 230 мм, шельфа — 180 мм. Кроме этого, боевое отделение разделялось поорудийно броневыми траверсами толщиной 60 мм. Общая масса брони одной башенной установки составляла 820 т. Общий вес башенной установки МК-1 — 2364 т, вес вращающейся части башни достигал 2087 т. Вращающаяся часть башни опиралась на шаровой погон диаметром 11,5 м со 150 стальными шарами диаметром по 206,2 мм (шаровой погон был импортным, но на случай его непоставки был разработан проект замены шаров в погоне на горизонтальные катки советского производства. Горизонтальные нагрузки при выстреле должны были воспринимать и передавать их на корпусные конструкции 204 вертикальных катка.
Заряжание орудий башенной установки производилось при постоянном угле заряжания 6°. Каждое орудие башни имело индивидуальную люльку. Система противооткатных устройств состояла из двух пневматических накатников (один над стволом, другой под стволом), четырёх тормозов отката и наката веретённого типа и четырёх дополнительных буферов наката симметрично оси орудия. Откатная часть орудия весила 141 т. Вариантов уравновешивающего механизма имелось несколько, в том числе пневматический и грузовой. Качающийся 180-мм щит орудия состоял из верхней и нижней половин.
Вертикальная и горизонтальная наводка орудия производилась при помощи электрогидравлических механизмов наведения (приводов) с регуляторами скорости (муфтами Дженни). Муфта Дженни представляла собой гидравлический механизм, конструктивно состоявший из двух частей, разделённых распределительным диском. Одна из частей была соединена с электродвигателем, от которого получала энергию, и служила насосом, вторая часть соединялась с исполнительным механизмом — гидромотором. Муфта Дженни позволяла плавно изменять скорость вращения исполнительного механизма при постоянной скорости электродвигателя, а также останавливать исполнительный механизм и менять направление его вращения. От наклона распределительного диска зависели скорость и направление вращения выходного вала при постоянной скорости и направлении вращения входного вала. Муфта Дженни действовала и как эластичный, но надёжный тормоз, позволявший почти моментально, без удара менять направление вращения выходного вала, идущего с большой скоростью. Каждое орудие могло самостоятельно наводиться в вертикальной плоскости с помощью механизма вертикального наведения с двумя боковыми зубчатыми секторами, горизонтальное наведение осуществлялось поворотом всей башенной установки при помощи двух лебёдок. Максимальный угол вертикального наведения составлял 45°, минимальный −2°. Управление горизонтальным и вертикальным наведением сводилось к повороту наводчиком рукоятки, связанной с распределительным диском.
В особой выгородке башни должен был производиться монтаж 12-метрового стереодальномера. В кормовой части башни, в отдельной выгородке, предполагалось разместить башенный центральный пост с автоматом стрельбы (или прибор 1-ГБ). Для автономного управления огнём башни МК-1 оснащались стабилизированными прицелами МБ-2. Максимальная дальность стрельбы достигала 45 670 м (245 кабельтовых).
В 1941 году АНИМИ предложил разработать проект модернизации башни МК-1 для их применения к проектам 23-бис и 23-Н-У. По нему предполагалось переделать электросхемы и механизмы башенной установки.
| Характеристики башни МК-1                           | Характеристики башни МК-1      |
| Характеристика                                      | Значение                       |
| --------------------------------------------------- | ------------------------------ |
| Общий вес башни, т                                  | 2364                           |
| Вес вращающейся части, т                            | 2087                           |
| Вес вращающейся брони, т                            | 753,3 (по другим данным — 820) |
| Вес железной конструкции (с механизмами), т         | 330,3 (613)                    |
| Вес откатной части, т                               | 140,7                          |
| Вес качающейся части, т                             | 197,67                         |
| Диаметр шарового погона, мм                         | 11 500                         |
| Высота башни от нижнего штыря до верха крыши, мм    | 14 100                         |
| Высота линии огня над плоскостью погона башни, мм   | 14 100                         |
| Высота линии огня над плоскостью палубы, мм         |                                |
| башня 1                                             | 2100                           |
| башня 2                                             | 5350                           |
| башня 3                                             | 3250                           |
| Внутренний диаметр жёсткого барабана, мм            | 10 720                         |
| Радиус обметания по стволам, мм                     | 19 600                         |
| Радиус обметания по вращающейся броне, мм           | ≈9000                          |
| Расстояние между осями орудий, мм                   | 2890                           |
| Длина отката, мм                                    | 1460                           |
| Максимальная скорость подъёма орудия, °/с           | 6,2 (0,1 вручную)              |
| Максимальная скорость поворота башни, °/с           | 4,55 (0,06 вручную)            |
| Угол подъёма ствола                                 |                                |
| максимум                                            | +45°                           |
| минимум                                             | −2°                            |
| угол заряжания                                      | +6°                            |
| углы поворота башни                                 |                                |
| башня 1                                             | ±150°                          |
| башня 2                                             | ±150°                          |
| башня 3                                             | ±150°                          |
| Броня, мм                                           |                                |
| лоб                                                 | 495                            |
| борт                                                | 230                            |
| задняя часть                                        | 410                            |
| крыша                                               | 230                            |
| шельф                                               | 180                            |
| барбет                                              | 425                            |
| Расчёт установки, чел.                              | 100                            |
| Число электродвигателей в башне и их общая мощность | 63 (1051,8 кВт или 1430 л. с.) |

### Система подачи боеприпасов
Каждая башня МК-1 должна была иметь по 2 погреба — снарядный и под ним (как менее чувствительный к детонации при подводных взрывах) зарядный. Зарядный погреб был отделён от второго дна одним междудонным пространством. Оба погреба были смещены относительно оси вращения башен в нос или корму, что обеспечивало повышение взрывобезопасности корабля, так как в случае взрыва в боевом отделении башни или воспламенения в нём или в трактах подачи заряда, форс огня должен был ударить не в артиллерийский погреб, а в трюм. Погреба и тракт подачи боезапаса были снабжены системой спринклерного орошения, работающей от пожарной магистрали. Для борьбы с пожарами в погребах были предусмотрены пневмоцистерны, служившие резервными источниками рабочей воды. Пожарная система могла срабатывать автоматически — от инфракрасных и температурных датчиков. Погреба главного калибра линкоров типа «Советский Союз» отделялись от соседних «тёплых» отсеков коффердамами шириной не менее 0,5 м.
Погреба и помещения башен имели выхлопные крышки, которые могли автоматически открываться при резком повышении давления, сопутствующему воспламенению боезапаса. Все вышеперечисленные противопожарные средства отрабатывались на натурном макете зарядного погреба главного калибра, где при экспериментах было сожжено несколько полноразмерных 406-мм зарядов. Погреба башен МК-1 могли быть затоплены через перепускные клапаны в палубах. Время затопления зарядных погребов должно было составить 3—4 минуты, а снарядных погребов — около 15 минут. Каждый снарядный погреб вмещал 300 406-мм снарядов (по 100 снарядов на ствол), а зарядные погреба вмещали 306—312 зарядов каждый (с учётом вспомогательных зарядов для согревания каналов стволов перед стрельбой при отрицательных температурах).
Подача и перегрузка боеприпасов от погребов производилась зарядниками, движущимися по вертикальным криволинейным направляющим, и поворотными платформами. Все процессы подготовки к выстрелу были механизированы и частично автоматизированы. Отдельные участки тракта подачи боезапаса отсекали устанавливаемые на нём водогазонепроницаемые захлопки.

## Боеприпасы

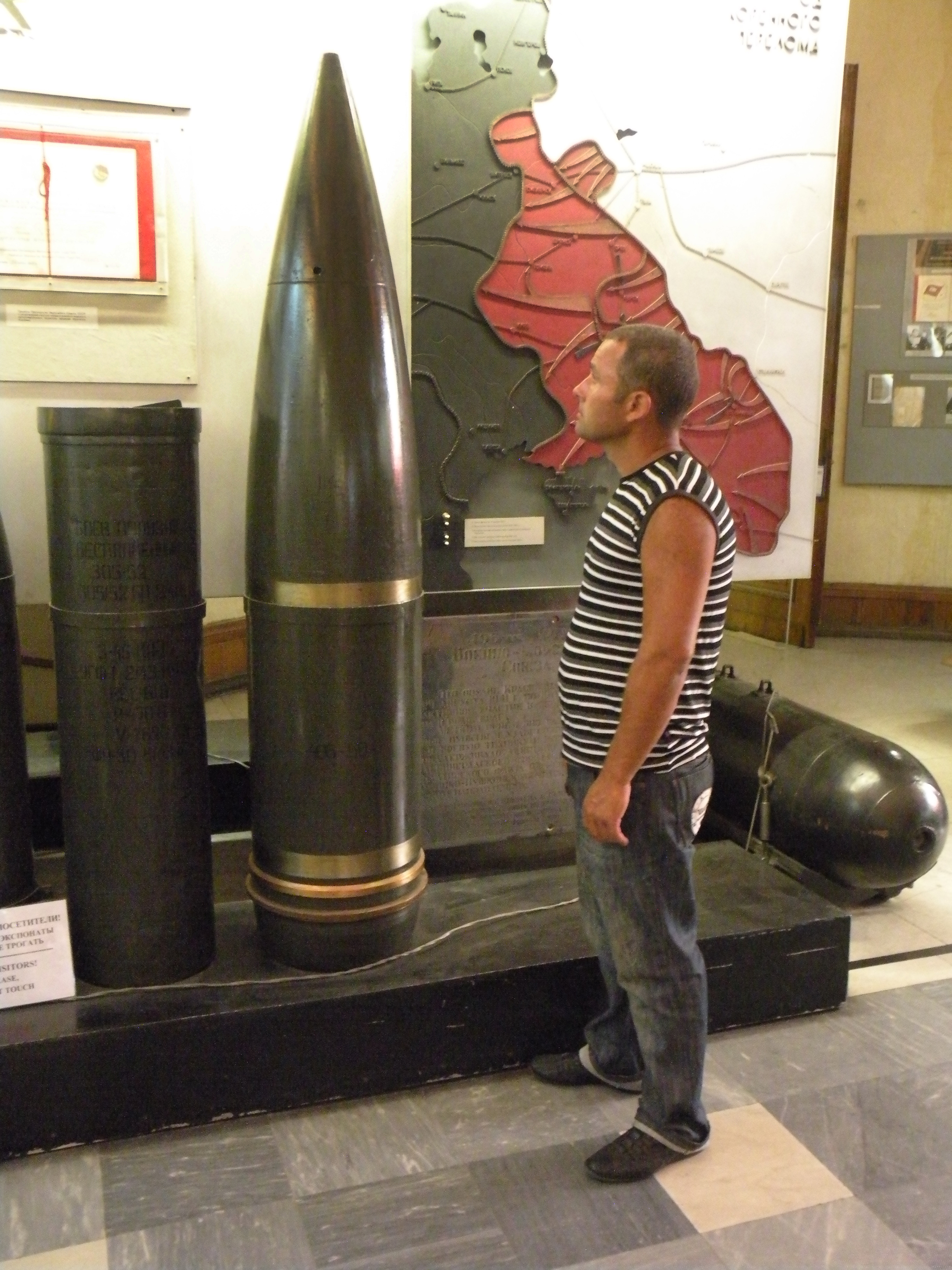
406 мм (16-дюймовый) снаряд. Экспонат Военно-морского музея, Санкт-Петербург.

Боекомплект артиллерийской установки МК-1 должен был включать 406,4-мм снаряды: бронебойные (рассчитаны на пробитие 406-мм брони под углом 25° от нормали с дистанции 13,6 км, фугасность — 2,3 %), полубронебойные (фугасность 8 %) и фугасные — в комплекте с боевыми, усиленно-боевыми и уменьшенными зарядами. Этот набор снарядов и зарядов позволял наиболее гибко использовать артиллерию главного калибра в бою, а применение усиленно-боевого заряда вместе со специальным сверхдальнобойным снарядом (создать который не успели) позволило бы вести огонь на дистанциях до 400 кабельтовых (73 км). Пониженно-боевой заряд должен был поражать корабли внезапно обнаруженного противника на дистанциях до 40 кабельтовых ночью и в условиях плохой видимости. К началу Великой Отечественной войны были созданы только бронебойный и полубронебойный 406-мм снаряды. В качестве заряда к выстрелу использовался картузный пороховой заряд массой 320 кг.
406-мм бронебойный снаряд был способен гарантированно пробивать вертикальный гомогенный бронелист толщиной свыше 614 мм на расстоянии 5,5 км — или на этой же дистанции вертикальный закалённый бронелист толщиной 407 мм, оставаясь при этом целым и взрываясь за бронёй. На дистанции 38,4 км снаряд мог пробивать горизонтальный гомогенный бронелист толщиной свыше 241 мм. Фугасный снаряд (разработать его не успели) должен был проникать в грунт на глубину до 22 м, оставляя при этом воронку диаметром 10,12 м.
| Характеристики 406-мм снарядов | Характеристики 406-мм снарядов      | Характеристики 406-мм снарядов          |
| ------------------------------ | ----------------------------------- | --------------------------------------- |
| Характеристика                 | бронебойный образца 1915/1928 годов | полубронебойный образца 1915/1928 годов |
| Масса, кг                      | 1108                                | 1108                                    |
| Масса заряда, кг               | 310 (боевой)                        | 310 (боевой)                            |
| Масса взрывчатого вещества, кг | 25,7                                | 88,0                                    |
| Взрыватели                     | МБ                                  | МФ                                      |
| Длина, мм (калибров)           | 1908 (4,68)                         | 2032 (5,0)                              |

## Приборы управления стрельбой
Приборы управления стрельбой пушек Б-37 должны были обеспечивать их центральную наводку:
1. По одной или двум видимым или временно скрывающимся морским целям, идущим со скоростью до 42 узлов, на дистанциях до 250 кабельтовых;
2. По одной видимой или невидимой морской или береговой цели на дистанциях от 200 до 400 кабельтовых при целеуказании и корректировке огня с самолёта;
3. По подвижной морской или береговой цели группой кораблей при максимальном расстоянии между стреляющими кораблями до 25 кабельтовых на дистанциях до 400 кабельтовых;
4. По одной морской цели ночью или в условиях плохой видимости на дистанциях до 40 кабельтовых.

Система приборов управления стрельбой состояла из центрального автомата стрельбы ЦАС-0, преобразователя координат ПК-3, ряда специальных вычислительных приборов, оптических визиров различного назначения и дальномеров, ряда выдающих и принимающих приборов целеуказания, сигналов и докладов, обратного контроля положения оружия и т. д. Была предусмотрена возможность управления стрельбой группы кораблей по одной цели с передачей команд по специальной линии.
Целеуказание орудиям главного калибра предполагалось выдавать из боевой рубки, в которой находились командирские визиры ВМК и визиры целеуказания ВЦУ-1. Визиры были связаны между собой механической синхронной связью, благодаря чему ВЦУ-1 мог отслеживать ту же цель, что и ВМК, что давало возможность командиру через свой визир указывать ВЦУ-1 цель, назначенную для поражения. Далее следовали взятие цели на сопровождение и выдача ВЦУ-1 целеуказания управляющему огнём главного калибра. Ночью или в условиях плохой видимости целеуказание орудиям должно было производиться при помощи четырёх постов ночной центральной наводки с визирами 1-Н, размещёнными побортно на носовой надстройке. Визиры 1-Н имели синхронную связь с ВЦУ-1 и манипуляторными колонками двух 120-см боевых прожекторов ПЭ-Э12.0-1 с силой света в 490 млн свечей. Синхронная связь визиров 1-Н и ВЦУ-1 обеспечивала попадание в поле зрения ВЦУ-1 всего того, что наблюдали ночные визиры.
Для управления огнём орудий главного калибра на линейных кораблях типа «Советский Союз» устанавливались три командно-дальномерных поста, каждый из которых имел два 8-метровых стереодальномера ДМ-8-1 и стабилизированный визир центральной наводки ВМЦ-4 с независимым от своего поста горизонтальным наведением. Все КДП имели одинаковую конструкцию и приборное оснащение, но различались по бронированию постов. Более сильное бронирование было у носового КДП-8-I (стенки — 45 мм, крыша — 37 мм, пол — 200 мм), бронирование двух остальных КДП (расположенного в кормовой боевой рубке и на фор-марсе) составляло соответственно 20, 25 и 25 мм.
Данные о курсовых углах своих и цели, а также о дистанции до цели должны были поступать из командно-дальномерных постов в носовой и кормовой центральные артиллерийские посты (ЦАП), имеющие одинаковую приборную оснащённость. Носовой ЦАП размещался на платформе между носовыми турбинными отделениями, а кормовой в трюме, в корму от 3-го котельного отделения. Основным элементом ЦАП являлся автомат стрельбы ЦАС-0.
ЦАС-0 был разработан на базе своего прототипа ЦАС-1 и как и он имел независимые схемы «наблюдённых данных» и «самохода» (последний предназначался для решения задачи выработки параметров движения цели при условии её движения постоянным курсом и скоростью). В ЦАС-0 был заложен режим совместной работы двух этих схем, позволявший вести огонь по маневрирующей цели. Этот метод стрельбы, известный как «графический», заключался в том, что постоянно велась выработка разности между составляющими фактического вектора скорости цели, лежащей на генеральном курсе, и составляющими фактического вектора скорости цели по «наблюдаемым данным» (разность между координатами упреждённой точки по цели по генеральному курсу и фактически наблюдаемым данным в качестве корректуры).
ПУС предусматривал ведение огня за видимый горизонт с помощью данных самолёта-корректировщика «КОР-2». Специальный прибор, состоявший из двух авиационных оптических прицелов для бомбометания системы Герца, устанавливался на самолёте и предназначался для определения местоположения корабля-цели относительно самолёта в полярных координатах — наклонная дальность и пеленг. Так как на самолёте-корректировщике имелся лишь один наблюдатель, который не мог одновременно визировать два корабля, один прицел установили в диаметральной плоскости перед пилотом, наводившим с его помощью самолёт на цель, а наблюдатель визировал свой корабль, производил снятие отсчётов и передачу их в цифровой форме по радио прямо на центральный артиллерийский пост, где данные устанавливали вручную в прибор корректировки стрельбы «КС». Прибор корректировки преобразовывал их в курсовой угол на цель и дальность до неё, а затем передавал в ЦАС-0.
Кроме задачи корректировки стрельбы при помощи воздушной корректировки, прибор «КС» предназначался для стрельбы нескольких кораблей по одной цели. В том случае, если на одном из кораблей данные стрельбы резко отличались от данных флагмана, или на одном из кораблей не наблюдали цель, то элементы стрельбы на флагманском корабле с ЦАС-0 передавались на прибор «КС» и далее с помощью специальной радиоаппаратуры ИВА транслировались на соседний корабль, где через аналогичную аппаратуру поступали на его прибор «КС». На этот же прибор из боевой рубки с визира ВЦУ-1 поступали пеленг на флагманский корабль и дистанция до него. Основываясь на полученной информации, прибор «КС» вырабатывал курсовой угол на цель и дальность до неё относительно собственного корабля, затем эти данные поступали в ЦАС-0. Приборы ИВА и «КС» являлись прообразом современных автоматизированных линий взаимного обмена информацией.
При стрельбе по видимым целям на дистанциях до 150 кабельтовых, а также по торпедным катерам завесами было предусмотрено автономное управление каждой башней МК-1. Стрельба могла вестись всеми орудиями централизованно или каждой башней в отдельности. Каждая артиллерийская башня МК-1 имела:
- Свой 12-метровый стереодальномер ДМ-12[35];
- Два стабилизированных визира МБ-2, предназначавшихся для ведения огня на самоуправлении по видимым морским и береговым целям. В случае выхода из строя КДП с основными визирами центральной наводки МБ-2 могли использоваться как дублирующие визиры центральной наводки для управления огнём главного калибра через ЦАП[35];
- Свой башенный центральный пост с автоматом стрельбы 1-ГБ (автоматом величины измерения расстояния) со специальным планшетом, который позволял командиру башни корректировать автоматные данные по тем, которые он наблюдал через свой визир. В башенный автомат 1-ГБ при стрельбе на самоуправлении поступали угловые величины, определяемые визирами МБ-2[35].

Разработка системы управления стрельбой (ПУС) пушек Б-37 (в установках МК-1) велась конструкторским бюро ленинградского завода № 212 «Электроприбор» под руководством С. Ф. Фармаковского. Командно-дальномерные посты (КДП) проектировал завод № 232, их изготовление велось на Старокраматорском машиностроительном заводе. Дальномеры и оптическую часть визиров проектировали ГОМЗ, ЛОМЗ и завод «Прогресс». К июню 1941 года все элементы и устройства системы ПУС существовали в лучшем случае в опытных образцах.

## История эксплуатации
Начало Великой Отечественной войны застало опытную установку МП-10 на Научно-исследовательском морском артиллерийском полигоне под Ленинградом (Ржевка): эвакуации установка не подлежала по причине её большого веса. Существовавшая до начала войны генеральная директриса морского артиллерийского полигона не предусматривала ведения кругового обстрела находящимися на нём артиллерийскими установками, а позиции артиллерии были закрыты со стороны города 10-метровыми земляными валами. Под руководством генерал-лейтенанта И. С. Мушнова, который в начале войны являлся начальником полигона, была произведена быстрая и целенаправленная перестройка всего полигона применительно к нуждам обороны Ленинграда, установку МП-10 переоборудовали для кругового обстрела и дополнительно бронировали. Скреплённый ствол заменили лейнерованным — для повышения ресурса ствола. Орудийную установку вместе с одним 356-мм и двумя 305-мм орудиями включили в состав батареи № 1 Научно-исследовательского морского артиллерийского полигона, являвшейся самой мощной и дальнобойной батареей в осаждённом Ленинграде. Командовал батареей воентехник 2-го ранга А. П. Кухарчук.
Первые боевые выстрелы из установки МП-10 были сделаны 29 августа 1941 года по району совхоза «Красный Бор» на Колпинском направлении, где войска вермахта попытались прорваться к Ленинграду. Практическая скорострельность установки МП-10 в боевых действиях оказалась равной одному выстрелу в 4 минуты. После того, как в начале 1942 года был израсходован имевшийся боезапас 406-мм снарядов (а на его скорую доставку с «Большой земли» рассчитывать было нельзя), ведение огня из опытной установки пришлось временно прекратить, а производство 406-мм снарядов возобновить. Так, в 1942 году от ленинградской промышленности было получено 23, а в 1943 году — 88 406-мм снарядов.
Особенно эффективно 406-мм установка действовала 12 января 1943 года в известной операции «Искра», которую совместно проводили войска Ленинградского и Волховского фронтов. В январе 1944 года при проведении операции по прорыву блокады Ленинграда по войскам вермахта было выпущено 33 406-мм снаряда. Попадание одного из этих снарядов в здание электростанции № 8, занятое войсками противника, вызвало полное разрушение здания. После себя мощный 1108-килограммовый снаряд оставил воронку диаметром 12 м и глубиной 3 м. Всего в период блокады Ленинграда из установки МП-10 был произведён 81 выстрел.
В 1950—1960-е годы башенная установка МП-10 активно использовалась для отстрела новых снарядов и испытаний качающихся частей опытных орудий.

## Послевоенные модификации
В послевоенное время было создано и рассмотрено несколько проектов использования качающейся части Б-37 как в корабельных, так и в береговых башенных установках, а также на специальных железнодорожных транспортёрах СМ-36 с 406-мм пушкой. Под орудие проектировали снаряд с ядерным зарядом, рассматривалась и возможность смены нарезного ствола на гладкий для стрельбы авиабомбами. Однако все эти проекты реализованы не были.
Отдельного упоминания заслуживает описание модифицированной башенной установки МК-1М, которую в количестве трёх единиц предполагалось разместить на линкоре проекта 24. В целом конструкция башни была аналогична башне МК-1. Отличия заключались в установке в них нового радиолокационного вооружения и применении новой системы приборов управления стрельбой (ПУС). Так, вместо башенных оптических дальномеров на второй и третьей башнях линкора устанавливались радиолокационные дальномеры типа «Грот». Система ПУС «Море-24» располагала двумя центральными артиллерийскими постами, каждый из которых имел автомат стрельбы ЦАС-М с преобразователем координат, и тремя постами гироазимут-горизонта типа «Компонент». Данные для стрельбы поступали в ПУС из двух командно-дальномерных постов КДП-8-10 с дальномерами, имеющими базу 8 и 10 м, а также от двух стрельбовых РЛС типа «Залп». Работа системы ПУС должна была обеспечиваться при амплитуде бортовой качки до 14° и рыскании до 4°.

## Память
Единственное сохранившееся на март 2011 года орудие Б-37 в экспериментальной установке МП-10 находится на Ржевском артиллерийском полигоне под Санкт-Петербургом(59°59′34″ с. ш. 30°31′40″ в. д.). После окончания Великой Отечественной войны решением командования ВМФ на этом орудии была установлена мемориальная плита, которая на 1999 год хранилась в Центральном военно-морском музее. На этой плите было начертано: 
406-мм артустановка Военно-Морского Флота Союза ССР. Это орудие Краснознамённого НИМАП с 29 августа 1941 г. по 10 июня 1944 г. принимало активное участие в обороне Ленинграда и разгроме врага. Метким огнём оно разрушало мощные опорные пункты и узлы сопротивления, уничтожало боевую технику и живую силу противника, поддерживало действия частей Красной Армии Ленинградского фронта и Краснознамённого Балтийского флота на Невском, Колпинском, Урицко-Пушкинском, Красносельском и Карельском направлениях.

## Оценка проекта

### Сравнительная оценка
Развитие корабельной артиллерии в первые годы после завершения Первой мировой войны продолжало идти в направлении увеличения огневой мощности за счёт роста калибра. Рост калибра орудий линейных кораблей вызывал рост их бронирования и водоизмещения и приводил к повышению расходов на постройку новых кораблей (как полагает исследователь А. В. Платонов, подобный путь стал в конечном итоге осознаваться как тупиковый). Для приостановления новой гонки морских вооружений, обременительной даже для самых богатых стран, в 1922 году было заключено Вашингтонское морское соглашение, по условиям которого максимальный калибр орудий ограничивался величиной 406 мм.
К 1930-м годам в разных странах сформировались различные представления об «идеальном» орудии главного калибра. В одних странах (Италия, СССР) приоритетом являлась бо́льшая дальность стрельбы (она обеспечивалась увеличением начальной скорости снаряда при помощи повышения давления в канале ствола), однако высокая баллистика понижала живучесть ствола и требовала облегчения снаряда. В США приоритетом являлась мощность снаряда, достигаемая за счёт снижения его начальной скорости, которое уменьшало дальность стрельбы, но значительно повышало живучесть ствола. В Германии с целью обеспечения максимально настильной траектории 380-мм снарядов (для уменьшения их рассеивания по дальности) была выбрана концепция «лёгкий снаряд — высокая скорость».
Разброс предпочтений в выборе между бо́льшей дальностью или массой снаряда объяснялся спецификой их применения. В Италии и в некоторой степени во Франции желание максимально реализовать дальнобойность орудий крупного калибра было вызвано особенностями средиземноморского морского театра с преобладающей хорошей видимостью. Но даже при отличных условиях видимости реальная дальность стрельбы ограничивалась дальностью визуального наблюдения всплесков своих снарядов у цели. Задачу корректировки огня корабельной артиллерии по маневрирующей морской цели с самолёта-корректировщика решить до начала Второй мировой войны не удалось. Первые радиолокационные станции управления огнём, появившиеся в самом конце 1930-х годов, из-за больших ошибок измерений (± 45—90 м по дальности и ±3 — 5 ° по курсовому углу) ещё не были в достаточной степени пригодны для управления стрельбой орудий главного калибра. Первые достаточно совершенные станции управления огнём главного калибра — типа FC (модификации Mk.3, Mk.8, Mk.13) — начали поэтапно поступать на вооружение американских линкоров и крейсеров только с конца 1941 года, уже после завершения их строительства или на его завершающих этапах (линкоры типа «Норт Кэролайн», типа «Саут Дакота», большинство типов тяжёлых крейсеров). Характеристики РЛС УО ГК постепенно всё более совершенствовались: уменьшалась величина ошибки определения координат цели по дальности и курсовому углу, однако дальность сопровождения целей РЛС, наводивших 406-мм орудия, только к концу 1945 года увеличилась с 18 км (дальность видимого с палубы линкора горизонта) до 38 км. Переход на длину волны 10 см и менее позволил обеспечить точность определения РЛС координат цели, достаточную для управления стрельбой артиллерии, что в корне изменило представление о морском бое и позволило перенести артиллерийскую дуэль на дистанции за пределами прямой видимости. Это в свою очередь давало боевое преимущество перед кораблями, не имевшими такой возможности.
Лидерами в разработке приборов управления стрельбой (ПУС) к началу Второй мировой войны были также американцы: применение в автоматах стрельбы Mk.1 аналоговых электромеханических счётно-решающих элементов вместо механических позволяло не только уменьшить их габариты, увеличить точность данных для стрельбы и скорость их вычисления, но и применять синхронно-следящие схемы, а также использовать радиолокацию. Кроме этого основная часть подготовки исходных данных для стрельбы производилась не в командно-дальномерных постах (на основе директоров Mk.40), а в центральном артиллерийском посту, куда сходились коммуникационные линии от директоров, радаров и постов энергетики и живучести, что делало американскую систему более прогрессивной. Данные, исчисленные в режиме реального времени, при помощи сельсинов синхронно передавались механизмам наводки орудий главного калибра. Американский опыт в области ПУС ещё в ходе войны был воспринят англичанами, а Германия и СССР в ходе Второй мировой войны этого сделать не успели.
За период между двумя мировыми войнами орудия главного калибра не претерпели каких-либо существенных изменений, хотя стволы орудий стали легче, а скреплённая конструкция практически повсеместно заменила проволочную. За счёт увеличения максимального угла возвышения башенных установок и совершенствования формы снарядов (удлинения и заострения баллистических наконечников) орудия стали более дальнобойными. Изменение формы броневого колпачка на более притуплённую обеспечило лучшее действие по броне при значительном наклонении угла встречи от нормали. Стакан (корпус) бронебойного снаряда стали стараться делать как можно более прочным, чтобы при ударе снаряда о цементированную поверхность броневой плиты не происходило его раскалывание. Наиболее совершенными в этом отношении были американские снаряды.
В этот же период шло совершенствование взрывчатых веществ и пороха в направлении повышения эксплуатационной и производственной безопасности. Помимо тринитротолуола, ставшего стандартным со времён Первой мировой войны, применялись также другие взрывчатые вещества: в США — вещество «D» (пикрат аммония, тротиловый эквивалент 0,95), в Японии — TNA (тринитроанизол с тринитротолуоловым эквивалентом 1,06); британские и французские снаряды содержали тринитротолуол или смеси на основе пикриновой кислоты с 20—30 % нитрофенола. Новые сорта пороха (немецкие SPC/38, британские SP280-300, французский SD21) обладали устойчивостью к разложению и меньшей температурой и скоростью горения, повышавшими живучесть стволов и снижавшими взрывоопасность.
К началу Второй мировой войны в большинстве стран калибр орудий вновь закладывающихся линкоров был выбран равным 380—406 мм. Единственным «исключением из правил» было японское 460-мм орудие, предназначенное для вооружения суперлинкоров типа «Ямато», кроме этого в 1938 году была начата разработка германского 533-мм экспериментального орудия 53 cm/52 (21") Gerät 36, которое уже в ходе Второй мировой войны (1944 год) планировалось установить (в четырёх двуствольных башенных установках) на гигантском суперлинкоре типа H-44 полным водоизмещением 139 000 т, но эти планы были явно нереальными, и к их осуществлению даже не приступили.
| Страна SK C/34                           | СССР                | Великобритания | Великобритания | Великобритания  | Нацистская Германия | Нацистская Германия | Франция    | Италия     | США         | США        | Япония     | Япония              |            |            |            |            |
| Калибр, мм                               | 406                 | 381            | 406            | 356             | 380                 | 406                 | 380        | 381        | 406         | 406        | 410        | 460                 |            |            |            |            |
| Длина ствола, калибров                   | 50                  | 42             | 45             | 45              | 52                  | 52                  | 45         | 50         | 45          | 50         | 45         | 45                  |            |            |            |            |
| Год разработки                           | 1937                | 1912           | 1938           | 1937            | 1934                | 1934                | 1935       | 1934       | 1936        | 1939       | 1914       | 1934                |            |            |            |            |
| Год принятия на вооружение               | —                   | 1915           | 1939           | 1940            | 1939                | 1942                | 1941       | 1940       | 1941        | 1943       | 1921       | 1941                |            |            |            |            |
| Корабль                                  | «Советский Союз»    | «Худ»          | «Лайон»        | «Кинг Джордж V» | «Бисмарк»           | «Тип H»             | «Ришелье»  | «Литторио» | «Вашингтон» | «Айова»    | «Нагато»   | «Ямато»             |            |            |            |            |
| Масса ствола, т                          | 136,69 (с затвором) | 101,6          | 120,656        | 80,25           | 111                 | 159,9               | 94,13      | 111,66     | 97,23       | 121,52     | 101,6      | 164,65 (с затвором) |            |            |            |            |
| Тип скрепления ствола                    | цилиндрами          | проволокой     | проволокой     | цилиндрами      | цилиндрами          | цилиндрами          | цилиндрами | цилиндрами | цилиндрами  | цилиндрами | проволокой | проволокой          | проволокой | проволокой | проволокой | проволокой |
| Живучесть ствола, выстрелов              | 300                 | 335            | 350            | 340—375         | 180—220             | 180—210             | 200        | 110—130    | 395         | 290—350    | 250—300    | 250                 |            |            |            |            |
| Масса бронебойного снаряда, кг           | 1108                | 878,883        | 1080           | 721,065         | 800                 | 1030                | 890        | 885        | 1225        | 1225       | 1020       | 1460                |            |            |            |            |
| Начальная скорость снаряда, м/с          | 830                 | 732—785        | н/д            | 757             | 820                 | 810                 | 830        | 850        | 701         | 762        | 806        | 780—805             |            |            |            |            |
| Максимальная дальность, км               | 45,67               | 33,38          | 40,05          | 35,26           | 36,52               | 43,55               | 41,7       | 44,64      | 33,74       | 38,72      | 38,72      | 42,05               |            |            |            |            |
| Характеристики башен                     |                     |                |                |                 |                     |                     |            |            |             |            |            |                     |            |            |            |            |
| Количество стволов                       | 3                   | 2              | н/д            | 4               | 2                   | 2                   | 4          | 3          | 3           | 3          | 2          | 3                   |            |            |            |            |
| Скорострельность на ствол, выстрелов/мин | 2—2,6               | 2              | 2              | 2               | 2,3—3               | 2                   | 1,2—2,2    | 1,3        | 2           | 2          | 1,5—2,5    | 1,5—2               |            |            |            |            |
| Угол возвышения стволов, °               | −2/+45              | −3/+30         | −3/+40         | −3/+40          | −5/+30              | н/д                 | −5/+35     | −5/+35     | /+45        | /+45       | /+43       | −5/+45              |            |            |            |            |
| Масса вращающейся части, т               | 2087                | 894            | 1600           | 1557            | 1052                | 1452                | 2476       | 1595       | 1460        | н/д        | 1020       | н/д                 |            |            |            |            |
| Скорость вращения горизонтальная, °/с    | 4,55                | 2              | н/д            | 2               | 5                   | н/д                 | 5          | 6          | 4           | 4          | 2          | 2                   |            |            |            |            |
| Скорость подъёма стволов, °/с            | 6,2                 | 5              | н/д            | 8               | 6                   | н/д                 | 5,5        | 6          | 12          | 12         | 8          | 10                  |            |            |            |            |
| Внутренний диаметр барбета, м            | 10,72               | 9,3            | ?              | 12,19           | 10                  | н/д                 | 13,3       | 13,19      | 11,35       | н/д        | н/д        | 11,5                |            |            |            |            |
| Бронирование башен, мм                   |                     |                |                |                 |                     |                     |            |            |             |            |            |                     |            |            |            |            |
| Лоб                                      | 495                 | 381            | н/д            | 324             | 360                 | н/д                 | 430        | 350        | 406         | н/д        | 356        | 650                 |            |            |            |            |
| Борт                                     | 230                 | 305            | н/д            | 224             | 220                 | н/д                 | 300        | 200        | 249         | н/д        | 200        | 250                 |            |            |            |            |
| Крыша                                    | 230                 | 127            | н/д            | 149             | 130                 | н/д                 | 195        | 200        | 178         | н/д        | 270        | 270                 |            |            |            |            |
| Барбет                                   | 425                 | 305            | н/д            | 305—343         | 340                 | н/д                 | 405        | 350        | 373—406     | н/д        | 305        | 550                 |            |            |            |            |

| Таблица бронепробиваемости главного калибра линкоров периода Второй мировой войны | Таблица бронепробиваемости главного калибра линкоров периода Второй мировой войны | Таблица бронепробиваемости главного калибра линкоров периода Второй мировой войны | Таблица бронепробиваемости главного калибра линкоров периода Второй мировой войны | Таблица бронепробиваемости главного калибра линкоров периода Второй мировой войны | Таблица бронепробиваемости главного калибра линкоров периода Второй мировой войны | Таблица бронепробиваемости главного калибра линкоров периода Второй мировой войны | Таблица бронепробиваемости главного калибра линкоров периода Второй мировой войны | Таблица бронепробиваемости главного калибра линкоров периода Второй мировой войны | Таблица бронепробиваемости главного калибра линкоров периода Второй мировой войны | Таблица бронепробиваемости главного калибра линкоров периода Второй мировой войны | Таблица бронепробиваемости главного калибра линкоров периода Второй мировой войны | Таблица бронепробиваемости главного калибра линкоров периода Второй мировой войны |
| Орудие                                                                            | 406 мм/50 Б-37                                                                    | 15″/42 Mark I                                                                     | 16″/45 Mark II                                                                    | 14″/45 Mark VII                                                                   | 38 cm/52 SK C/34                                                                  | 40,6 cm/52 SK C/34                                                                | 380 mm/45 Model 1935                                                              | 381 mm/50 Model 1934                                                              | 16″/45 Mark 6                                                                     | 16″/50 Mark 7                                                                     | 40 cm/45 Type 03                                                                  | 460 mm/45 Type 94                                                                 |
| --------------------------------------------------------------------------------- | --------------------------------------------------------------------------------- | --------------------------------------------------------------------------------- | --------------------------------------------------------------------------------- | --------------------------------------------------------------------------------- | --------------------------------------------------------------------------------- | --------------------------------------------------------------------------------- | --------------------------------------------------------------------------------- | --------------------------------------------------------------------------------- | --------------------------------------------------------------------------------- | --------------------------------------------------------------------------------- | --------------------------------------------------------------------------------- | --------------------------------------------------------------------------------- |
| Страна                                                                            | СССР                                                                              | Великобритания                                                                    | Великобритания                                                                    | Великобритания                                                                    | Нацистская Германия                                                               | Нацистская Германия                                                               | Франция                                                                           | Италия                                                                            | США                                                                               | США                                                                               | Япония                                                                            | Япония                                                                            |
| Калибр, мм                                                                        | 406                                                                               | 381                                                                               | 406                                                                               | 356                                                                               | 380                                                                               | 406                                                                               | 380                                                                               | 381                                                                               | 406                                                                               | 406                                                                               | 410                                                                               | 460                                                                               |
| Длина ствола, калибров                                                            | 50                                                                                | 42                                                                                | 45                                                                                | 45                                                                                | 52                                                                                | 52                                                                                | 45                                                                                | 50                                                                                | 45                                                                                | 50                                                                                | 45                                                                                | 45                                                                                |
| Масса бронебойного снаряда, кг                                                    | 1108                                                                              | 878,883                                                                           | 1080                                                                              | 721,065                                                                           | 800                                                                               | 1030                                                                              | 890                                                                               | 885                                                                               | 1225                                                                              | 1225                                                                              | 1020                                                                              | 1460                                                                              |
| Начальная скорость снаряда, м/с                                                   | 830                                                                               | 732—785                                                                           | н/д                                                                               | 757                                                                               | 820                                                                               | 810                                                                               | 830                                                                               | 850                                                                               | 701                                                                               | 762                                                                               | 806                                                                               | 780—805                                                                           |
| Расчётная толщина эффективно поражаемой брони, мм (минимальная/максимальная)      |                                                                                   |                                                                                   |                                                                                   |                                                                                   |                                                                                   |                                                                                   |                                                                                   |                                                                                   |                                                                                   |                                                                                   |                                                                                   |                                                                                   |
| борт (0 км)                                                                       | н/д                                                                               | 866 (I) 803 (II) 734 (III) 775 (IV) 886 (V)                                       | 737                                                                               | 800 (I) 749 (II) 691 (III) 729 (IV) 831 (V)                                       | 884 (I) 818 (II) 747 (III) 790 (IV) 904 (V)                                       | 805                                                                               | 935 (I) 866 (II) 790 (III) 836 (IV) 955 (V)                                       | 904 (I) 838 (II) 767 (III) 810 (IV) 927 (V)                                       | 770 (I) 706 (II) 640 (III) 676 (IV) 778 (V)                                       | 853 (I) 782 (II) 709 (III) 749 (IV) 861 (V)                                       |                                                                                   | 949 (I) 856 (II) 762 (III) 805 (IV) 938 (V)                                       |
| борт (5 км)                                                                       | 614 (на 5,5 км)                                                                   | 728 (I) 675 (II) 618 (III) 651 (IV) 744 (V)                                       | н/д                                                                               | 677 (I) 633 (II) 583 (III) 617 (IV) 703 (V)                                       | 747 (I) 691 (II) 632 (III) 667 (IV) 762 (V)                                       | н/д                                                                               | 779 (I) 724 (II) 661 (III) 698 (IV) 798 (V)                                       | 783 (I) 726 (II) 662 (III) 701 (IV) 800 (V)                                       | 661 (I) 606 (II) 550 (III) 580 (IV) 668 (V)                                       | 737 (I) 675 (II) 611 (III) 648 (IV) 743 (V)                                       |                                                                                   | 806 (I) 726 (II) 647 (III) 682 (IV) 796 (V)                                       |
| борт (10 км)                                                                      | н/д                                                                               | 604 (I) 559 (II) 511 (III) 540 (IV) 617 (V)                                       | н/д                                                                               | 565 (I) 531 (II) 489 (III) 515 (IV) 586 (V)                                       | 622 (I) 578 (II) 528 (III) 558 (IV) 639 (V)                                       | 638 (на 9 км)                                                                     | 630 (I) 588 (II) 540 (III) 571 (IV) 651 (V)                                       | 670 (I) 620 (II) 567 (III) 600 (IV) 685 (V)                                       | 560 (I) 513 (II) 466 (III) 492 (IV) 565 (V)                                       | 630 (I) 577 (II) 523 (III) 554 (IV) 636 (V)                                       |                                                                                   | 675 (I) 607 (II) 542 (III) 573 (IV) 669 (V)                                       |
| борт (15 км)                                                                      | 406 (на 13,9 км при угле 25° от нормали)                                          | 507 (I) 469 (II) 429 (III) 452 (IV) 528 (V)                                       | 449 (на 13,7 км)                                                                  | 477 (I) 446 (II) 411 (III) 434 (IV) 494 (V)                                       | 518 (I) 481 (II) 439 (III) 463 (IV) 532 (V)                                       | н/д                                                                               | 614 (I) 482 (II) 445 (III) 470 (IV) 585 (V)                                       | 573 (I) 529 (II) 484 (III) 512 (IV) 585 (V)                                       | 479 (I) 439 (II) 396 (III) 419 (IV) 482 (V)                                       | 540 (I) 493 (II) 450 (III) 463 (IV) 544 (V)                                       |                                                                                   | 569 (I) 516 (II) 460 (III) 485 (IV) 566 (V)                                       |
| борт (20 км)                                                                      | н/д                                                                               | 428 (I) 398 (II) 362 (III) 383 (IV) 439 (V)                                       | 389 (на 18,3 км)                                                                  | 405 (I) 379 (II) 352 (III) 369 (IV) 420 (V)                                       | 431 (I) 401 (II) 367 (III) 388 (IV) 494 (V)                                       | 457 (на 18 км)                                                                    | 421 (I) 398 (II) 368 (III) 388 (IV) 441 (V)                                       | 488 (I) 454 (II) 413 (III) 438 (IV) 500 (V)                                       | 413 (I) 377 (II) 341 (III) 362 (IV) 416 (V)                                       | 467 (I) 425 (II) 387 (III) 407 (IV) 469 (V)                                       |                                                                                   | 495 (I) 457 (II) 407 (III) 430 (IV) 500 (V)                                       |
| борт (25 км)                                                                      | 330 (на 24 км)                                                                    | 368 (I) 342 (II) 311 (III) 330 (IV) 375 (V)                                       | 335 (на 22,8 км)                                                                  | 353 (I) 331 (II) 305 (III) 321 (IV) 364 (V)                                       | 356 (I) 335 (II) 307 (III) 325 (IV) 371 (V) 307—371                               | н/д                                                                               | 355 (I) 332 (II) 309 (III) 327 (IV) 370 (V)                                       | 428 (I) 395 (II) 361 (III) 382 (IV) 438 (V)                                       | 354 (I) 328 (II) 297 (III) 313 (IV) 361 (V)                                       | 407 (I) 372 (II) 339 (III) 358 (IV) 411 (V)                                       |                                                                                   | 428 (I) 396 (II) 360 (III) 380 (IV) 437 (V)                                       |
| борт (30 км)                                                                      | н/д                                                                               | 280 (I) 275 (II) 270 (III) 273 (IV) 310 (V)                                       | 292 (на 27,4 км)                                                                  | 277 (I) 274 (II) 255 (III) 261 (IV) 304 (V)                                       | 293 (I) 277 (II) 258 (III) 270 (IV) 309 (V)                                       | 345 (на 27 км)                                                                    | 301 (I) 289 (II) 267 (III) 283 (IV) 321 (V)                                       | 373 (I) 349 (II) 319 (III) 337 (IV) 384 (V)                                       | 296 (I) 272 (II) 246 (III) 261 (IV) 299 (V)                                       | 354 (I) 322 (II) 293 (III) 311 (IV) 356 (V)                                       |                                                                                   | 341 (I) 320 (II) 294 (III) 310 (IV) 355 (V)                                       |
| борт (35 км)                                                                      | 241 (на 38,4 км)                                                                  | н/д                                                                               | 257 (на 32,0 км)                                                                  | 190 (I) 181 (II) 171 (III) 179 (IV) 211 (V)                                       | 240 (I) 229 (II) 214 (III) 226 (IV) 258 (V)                                       | 259 (на 36 км)                                                                    | 259 (I) 250 (II) 232 (III) 247 (IV) 280 (V)                                       | 311 (I) 286 (II) 267 (III) 279 (IV) 316 (V)                                       | н/д                                                                               | 319 (I) 275 (II) 255 (III) 269 (IV) 309 (V)                                       |                                                                                   | 286 (I) 272(II) 249 (III) 263 (IV) 302 (V)                                        |
| палуба (5 км)                                                                     | н/д                                                                               | 20 (I) 24 (II) 24 (III) 20 (IV) 23 (V)                                            | н/д                                                                               | 19 (I) 22 (II) 23 (III) 19 (IV) 20 (V)                                            | 18 (I) 21 (II) 22 (III) 18 (IV) 19 (V)                                            | н/д                                                                               | 19 (I) 22 (II) 23 (III) 19 (IV) 21 (V)                                            | 18 (I) 21 (II) 22 (III) 18 (IV) 19 (V)                                            | 23 (I) 28 (II) 30 (III) 23 (IV) 26 (V)                                            | 23 (I) 28 (II) 28 (III) 23 (IV) 26 (V)                                            |                                                                                   | 22 (I) 28 (II) 28 (III) 22 (IV) 23 (V)                                            |
| палуба (10 км)                                                                    | н/д                                                                               | 39 (I) 47 (II) 48 (III) 39 (IV) 45 (V)                                            | н/д                                                                               | 36 (I) 42 (II) 44 (III) 36 (IV) 39 (V)                                            | 35 (I) 42 (II) 42 (III) 35 (IV) 37 (V)                                            | 36 (на 9 км)                                                                      | 38 (I) 42 (II) 45 (III) 38 (IV) 41 (V)                                            | 34 (I) 42 (II) 42 (III) 34 (IV) 37 (V)                                            | 49 (I) 58 (II) 61 (III) 49 (IV) 56 (V)                                            | 47 (I) 58 (II) 58 (III) 47 (IV) 52 (V)                                            |                                                                                   | 45 (I) 56 (II) 56 (III) 45 (IV) 48 (V)                                            |
| палуба (15 км)                                                                    | н/д                                                                               | 60 (I) 71 (II) 73 (III) 60 (IV) 68 (V)                                            | 36 (на 13,7 км)                                                                   | 57 (I) 65 (II) 68 (III) 57 (IV) 60 (V)                                            | 53 (I) 63 (II) 63 (III) 53 (IV) 57 (V)                                            | н/д                                                                               | 57 (I) 66 (II) 68 (III) 57 (IV) 62 (V)                                            | 52 (I) 63 (II) 63 (III) 52 (IV) 57 (V)                                            | 73 (I) 89 (II) 92 (III) 73 (IV) 81 (V)                                            | 72 (I) 86 (II) 88 (III) 72 (IV) 78 (V)                                            |                                                                                   | 66 (I) 83 (II) 87 (III) 66 (IV) 73 (V)                                            |
| палуба (20 км)                                                                    | 203 (от 18 до 44,5 км)                                                            | 82 (I) 96 (II) 98 (III) 82 (IV) 91 (V)                                            | 82 (на 18,3 км)                                                                   | 76 (I) 86 (II) 89 (III) 76 (IV) 81 (V)                                            | 69 (I) 84 (II) 84 (III) 69 (IV) 76 (V)                                            | 81 (на 18,3 км)                                                                   | 78 (I) 87 (II) 88 (III) 78 (IV) 83 (V)                                            | 69 (I) 84 (II) 84 (III) 69 (IV) 76 (V)                                            | 102 (I) 119 (II) 121 (III) 102(IV) 109 (V)                                        | 97 (I) 114 (II) 117 (III) 97 (IV) 104 (V)                                         |                                                                                   | 89 (I) 111 (II) 114 (III) 89 (IV) 96 (V)                                          |
| палуба (25 км)                                                                    | 203 (от 18 до 44,5 км)                                                            | 115 (I) 132 (II) 135 (III) 115 (IV) 122 (V)                                       | 112 (на 22,8 км)                                                                  | 102 (I) 115 (II) 118 (III) 102 (IV) 113 (V)                                       | 89 (I) 105 (II) 106 (III) 89 (IV) 96 (V)                                          | н/д                                                                               | 98 (I) 114 (II) 115 (III) 98 (IV) 106 (V)                                         | 89 (I) 104 (II) 105 (III) 89 (IV) 96 (V)                                          | 139 (I) 166 (II) 170 (III) 102 (IV) 149 (V)                                       | 118 (I) 141 (II) 143 (III) 118 (IV) 128 (V)                                       |                                                                                   | 103 (I) 140 (II) 143 (III) 103 (IV) 122 (V)                                       |
| палуба (30 км)                                                                    | 203 (от 18 до 44,5 км)                                                            | 180 (I) 221 (II) 230 (III) 180 (IV) 195 (V)                                       | 143 (на 27,4 км)                                                                  | 152 (I) 176 (II) 182 (III) 152 (IV) 163 (V)                                       | 129 (I) 148 (II) 152 (III) 129 (IV) 136 (V)                                       | 127 (на 27, 4 км)                                                                 | 136 (I) 157 (II) 163 (III) 136 (IV) 146 (V)                                       | 116 (I) 133 (II) 135 (III) 116 (IV) 123 (V)                                       | 243 (I) 315 (II) 328 (III) 243 (IV) 267 (V)                                       | 165 (I) 200 (II) 206 (III) 165 (IV) 188 (V)                                       |                                                                                   | 168 (I) 213 (II) 220 (III) 168 (IV) 182 (V)                                       |
| палуба (35 км)                                                                    | 203 (от 18 до 44,5 км)                                                            | н/д                                                                               | 184 (на 32,0 км)                                                                  | 314 (I) 381 (II) 395 (III) 314 (IV) 340 (V)                                       | 195 (I) 247 (II) 256 (III) 195 (IV) 215 (V)                                       | 216 (на 36 км)                                                                    | 217 (I) 273 (II) 283 (III) 217 (IV) 236 (V)                                       | 187 (I) 230 (II) 239 (III) 187 (IV) 204 (V)                                       | н/д                                                                               | 304 (I) 395 (II) 413 (III) 304 (IV) 335 (V)                                       |                                                                                   | 270 (I) 382 (II) 403 (III) 270 (IV) 303 (V)                                       |

Сравнительная оценка корабельных орудий главного калибра, состоявших на вооружении линкоров в период Второй мировой войны (см. таблицы), показывает, что советское орудие Б-37 по расчётным данным должно было обладать бронепробиваемостью, практически такой же или лишь ненамного уступающей другим 380—406-мм орудиям при равных параметрах скорострельности, повышенной живучести ствола. На испытаниях опытного орудия со скреплённым стволом была отмечена его не вполне удовлетворительная кучность (отношение рассеивания снарядов к дальности стрельбы — 1/300) — которая впоследствии была улучшена. Полигонные испытания орудия с лейнерованным стволом не проводились, а результаты эксплуатации такого орудия в период Великой Отечественной войны не записывались и остаются неизвестными — хотя само орудие было постоянной головной болью немецкого командования во время всей осады Ленинграда.
Высокая баллистика и большая дальность стрельбы пушки Б-37 была вызвана ожиданием постоянного роста дистанций морского боя со стороны ряда советских военно-морских теоретиков, которое в итоге не оправдалось.
К моменту ожидаемого вступления линейных кораблей проекта 23 в состав ВМФ СССР — 1945 году или даже позднее — отсутствие в первоначальном тактико-техническом задании на проект 23 радиолокационных станций управления огнём орудий главного калибра (РЛС УО ГК) с учётом наличия аналогичных станций в составе вооружения линейных кораблей вероятного противника по холодной войне — США — являлось бы уже существенным недостатком. Однако при этом следует учитывать, что и другие корабли, проектировавшиеся в конце 1930-х годов (как в странах будущей «Оси», так и в странах «союзников»), РЛС УО ГК в составе проектного вооружения тоже не имели (см. выше).
Исследовательские работы в области радиолокации и создания радиолокационных станций (в частности, РЛС обнаружения воздушных целей «Редут-К») в СССР велись независимо от зарубежных как в 1932—1941 годах, так и уже в ходе Великой Отечественной войны. Так в частности в 1944 году на крейсере «Молотов» была испытана первая советская опытная РЛС УО ГК «Марс-1», а на крейсере «Калинин» установлены две аналогичных станции типа «Юпитер-1». В 1948—1950 годах в СССР была создана РЛС УО ГК «Залп» для корректировки огня 152-мм—406-мм артиллерийских установок крейсеров и линкоров послевоенной разработки. Кроме того известно, что в 1944 году СССР было передано и поступило на вооружение крейсеров проекта 26 десять британских РЛС управления зенитным огнём типа 282, восемь РЛС УО ГК типа 285 и три РЛС УО ГК типа 284.

### Мнения и оценки
По оценке А. Б. Широкорада, пушка Б-37 являлась лучшим в мире образцом 406-мм орудия как среди серийных, так и опытных пушек Второй мировой войны, во многом благодаря лучшим в мире баллистическим характеристикам. Орудия Б-37 были несколько более дальнобойными, чем орудия главного калибра на любом из иностранных линейных кораблей. Наличие этих орудий на линейных кораблях проекта 23 (тип «Советский Союз») должно было позволить последним считаться одними из самых мощных артиллерийских кораблей в мире, уступающим по «наступательным» возможностям только японским линкорам типа «Ямато», вооружённым девятью 460/45-мм орудиями, и недостроенным американским линкорам типа «Монтана», вооружённым двенадцатью 406/50-мм орудиями.
Артиллерийская установка МК-1 являлась этапной для отечественной промышленности, не имевшей до этого опыта создания столь мощных артиллерийских систем. По мнению С. И. Титушкина, советские специалисты создали «для своего времени первоклассное по всем характеристикам крупнокалиберное корабельное орудие, не уступавшее лучшим зарубежным образцам».
Существуют и полярные оценки орудия: американский исследователь Тони ДиГиллиан отмечает, что результаты испытаний пушки выявили низкое качество снарядов и взрывчатого вещества; ДиГиллиан также сомневается в том, что практическая живучесть орудийных стволов могла быть выше 150 выстрелов. Тем не менее, его оценка живучести орудия расходится с результатами испытаний орудия со скреплённым стволом на полигоне НИМАП.

## Использованная литература и источники
1. 1 2 3 4 5 6 7 8 9 10 11  Васильев А. М., 2006, с. 54.
2. 1 2 3 4 5 6 7 8 9 10 11 12 13 14  Широкорад А. Б., 1995, с. 41.
3. ↑  Краснов В. Н., 2005, с. 155.
4. 1 2  Васильев А. М., 2006, с. 147.
5. 1 2 3  Васильев А. М., 2006, с. 107.
6. ↑  Широкорад А.Б. Энциклопедия отечественной артиллерии. — Минск: Харвест, 2000. — С. 441. — ISBN 985-433-703-0.
7. ↑  Виноградов С. Е. Последние исполины Российского императорского флота. Линейные корабли с 16″ артиллерией в программах развития флота 1914—1917 гг. — СПб.: Галея Принт, 1999. — С. 159—162, 176—187. — 408 с. — 1000 экз. — ISBN 5-8172-0020-1.
8. 1 2 3 4 5 6  Краснов В. Н., 2005, с. 156.
9. 1 2 3 4 5  Коршунова Ю. Л. Артиллерийский научно-исследовательский морской институт (АНИМИ) в 1932—1941 гг. Дата обращения: 24 марта 2011. Архивировано из оригинала 13 сентября 2010 года.
10. 1 2 3 4 5 6 7 8 9 10 11 12 13 14 15 16  Широкорад А. Б., 1995, с. 42.
11. ↑  Широкорад А. Б. Энциклопедия отечественной артиллерии. — Минск: Харвест, 2000. — С. 978. — 1156 с. — ISBN 985-433-703-0.
12. 1 2 3 4 5 6 7  Васильев А. М., 2006, с. 57.
13. ↑  Краснов В. Н., 2005, с. 22—23.
14. ↑  Краснов В. Н., 2005, с. 24—25.
15. 1 2 3 4  Васильев А. М., 2006, с. 108.
16. 1 2 3 4 5 6 7 8  406-мм полигонная установка МП-10. Дата обращения: 24 марта 2011. Архивировано из оригинала 13 сентября 2010 года.
17. 1 2 3 4 5 6 7  Васильев А. М., 2006, с. 58.
18. 1 2 3 4  Васильев А. М., 2006, с. 109.
19. 1 2 3 4 5 6 7 8 9 10 11 12 13 14 15  Лукин В. Л. Главный калибр Советского Союза. Ржевский полигон. Дата обращения: 24 марта 2011. Архивировано из оригинала 13 сентября 2010 года.
20. 1 2 3 4 5 6 7 8  Васильев А. М., 2006, с. 56.
21. 1 2 3 4 5  Краснов В. Н., 2005, с. 157.
22. 1 2 3 4 5 6 7 8 9 10  Широкорад А. Б., 1995, с. 70.
23. ↑  Широкорад А. Б. Энциклопедия отечественной артиллерии. — Минск: Харвест, 2000. — С. 978.
24. 1 2 3  Широкорад А. Б. Энциклопедия отечественной артиллерии. — Минск: Харвест, 2000. — С. 977—988.
25. 1 2  Широкорад А. Б., 1995, с. 55.
26. ↑  Широкорад А. Б. Энциклопедия отечественной артиллерии. — Минск: Харвест, 2000. — С. 977. — 1156 с. — ISBN 985-433-703-0.
27. 1 2  Амирханов Л. И., Титушкин С. И., 1993, с. 9.
28. 1 2  Широкорад А. Б., 1995, с. 79.
29. ↑  Широкорад А. Б. Энциклопедия отечественной артиллерии. — Минск: Харвест, 2000. — С. 977.
30. 1 2 3 4  Васильев А. М., 2006, с. 59.
31. 1 2 3 4  Платонов А. В., 1998, с. 103.
32. ↑  Платонов А. В. Энциклопедия советских надводных кораблей, 1941—1945 / А. В. Платонов. — СПб.: Полигон, 2002. — С. 483—484. — 5000 экз. — ISBN 5-89173-178-9.
33. ↑  Васильев А. М., Морин А. Б. Суперлинкоры Сталина. «Советский Союз», «Кронштадт», «Сталинград». — М.: Коллекция, Яуза, Эксмо, 2008. — С. 24. — 112 с. — 3500 экз. — ISBN 978-5-699-28259-3.
34. 1 2 3  Платонов А. В. Энциклопедия советских надводных кораблей, 1941—1945 / А. В. Платонов. — СПб.: Полигон, 2002. — С. 484. — 5000 экз. — ISBN 5-89173-178-9.
35. 1 2 3 4 5 6  Платонов А. В., 1998, с. 104.
36. 1 2 3  Боевой орден на знамени. Ленинградская правда, № 141 (20483), четверг, 17 июля 1982. Дата обращения: 24 марта 2011. Архивировано из оригинала 13 сентября 2010 года.
37. ↑  Коршунов Ю. Л. Артиллерийский научно-исследовательский морской институт (АНИМИ) в 1941—1945 гг. Дата обращения: 24 марта 2011. Архивировано из оригинала 13 сентября 2010 года.
38. 1 2  Александр Карпенко. Творцы главного калибра. Ржевский полигон. Дата обращения: 24 марта 2011. Архивировано из оригинала 13 сентября 2010 года.
39. ↑  Васильев А. М., 2006, с. 145.
40. ↑  Ржевский полигон. Дата обращения: 24 января 2010. Архивировано 4 августа 2009 года.
41. 1 2  Платонов А. В., 2002, с. 78—79.
42. ↑  Балакин С. А. и др., 2006, с. 8.
43. ↑  Вашингтонское морское соглашение. Глава 1. Статья VI. Дата обращения: 2 апреля 2011. Архивировано 25 августа 2011 года.
44. ↑  Малов А. А., Патянин С. В. Линкоры «Бисмарк» и «Тирпиц». — М.: Коллекция, Яуза, Эксмо, 2006. — С. 27. — 128 с. — (Арсенал-коллекция). — 3000 экз. — ISBN 5-699-16242-9.
45. ↑  Платонов А. В., 2002, с. 91.
46. 1 2  Платонов А. В., 2002, с. 82.
47. ↑  Патянин С. В., Дашьян А. В. и др. Крейсера Второй мировой. Охотники и защитники. — М.: Коллекция, Яуза, ЭКСМО, 2007. — С. 201—254. — 362 с. — ISBN 5-69919-130-5.
48. ↑  NavSource Online: Battleship Photo ArchiveRadar Equipment (англ.). Дата обращения: 21 апреля 2011. Архивировано из оригинала 20 августа 2011 года.
49. ↑  United States of America. Information on Radar Equipment of World War II (англ.). NavWeaps. Дата обращения: 21 апреля 2011. Архивировано из оригинала 20 августа 2011 года.
50. ↑  Платонов А. В., 2002, с. 90.
51. 1 2  Чаусов В. Н., 2010, с. 53—55.
52. 1 2  Платонов А. В., 2002, с. 88.
53. ↑  Балакин С. А. и др., 2006, с. 232.
54. ↑  Балакин С. А. и др., 2006, с. 233.
55. ↑  53 cm/52 (21") Gerät 36. Дата обращения: 2 апреля 2011. Архивировано 19 мая 2011 года.
56. ↑  Gröner. Band 1. — S.63
57. 1 2  British 15″/42 (38.1 cm) Mark I (англ.). NavWeaps. Дата обращения: 24 марта 2011. Архивировано из оригинала 24 марта 2011 года.
58. 1 2 3 4  Михайлов А. А. Линейные корабли типа «Кинг Джордж V». — Самара: Истфлот, 2007. — С. 9. — 88 с. — ISBN 978-5-98830-022-9.
59. 1 2 3 4 5 6 7 8  Балакин С. А. и др. Линкоры Второй мировой. Ударная сила флота. — М.: Коллекция, Яуза, ЭКСМО, 2006. — С. 236—238, 250—253. — 256 с. — ISBN 5-699-18891-6.
60. 1 2  Britain 16"/45 (40.6 cm) Marks II, III and IV (англ.). NavWeaps. Дата обращения: 27 марта 2011. Архивировано 20 августа 2011 года.
61. 1 2  British 14″/45 (35.6 cm) Mark VII (англ.). NavWeaps. Дата обращения: 24 марта 2011. Архивировано 24 марта 2011 года.
62. 1 2  Germany 38 cm/52 (14.96″) SK C/34 (англ.). NavWeaps. Дата обращения: 24 марта 2011. Архивировано 24 марта 2011 года.
63. 1 2  40.6 cm/52 (16") SK C/34 (англ.). NavWeaps. Дата обращения: 31 марта 2011. Архивировано из оригинала 20 августа 2011 года.
64. 1 2  France 380 mm/45 (14.96″) Model 1935 380 mm/45 (14.96″) Model 1936 (англ.). NavWeaps. Дата обращения: 24 марта 2011. Архивировано из оригинала 24 марта 2011 года.
65. 1 2  Italian 381 мм/50 Model 1934 (англ.). NavWeaps. Дата обращения: 24 марта 2011. Архивировано из оригинала 24 марта 2011 года.
66. 1 2  United States of America 16″/45 (40.6 cm) Mark 6 (англ.). NavWeaps. Дата обращения: 24 марта 2011. Архивировано из оригинала 24 марта 2011 года.
67. 1 2  Апальков Ю. А. Линейные корабли ВМС США типа «Айова»: создание, боевое использование, конструкция. — М., 1995. — С. 16.
68. 1 2  United States of America 16″/50 (40.6 cm) Mark 7 (англ.). NavWeaps. Дата обращения: 24 марта 2011. Архивировано из оригинала 24 марта 2011 года.
69. 1 2  Japan 41 cm/45 (16.1″) 3rd Year Type 40 cm/45 (16.1″) 3rd Year Type (англ.). NavWeaps. Дата обращения: 24 марта 2011. Архивировано из оригинала 24 марта 2011 года.
70. 1 2  Рубанов О. А. Линейные корабли типа «Нагато». — Самара: Истфлот, 2005. — С. 18. — 68 с. — ISBN 5-699-15687-9.
71. 1 2  46 cm/45 (18.1″) Type 94 (англ.). NavWeaps. Дата обращения: 24 марта 2011. Архивировано из оригинала 24 марта 2011 года.
72. 1 2  Кофман В. Л. Японские линкоры Второй мировой. «Ямато» и «Мусаси». — М.: Коллекция, Яуза, ЭКСМО, 2006. — С. 41, 47—56. — 128 с. — ISBN 5-98830-006-5.
73. ↑  Campbell, John. Naval Weapons of World War Two. — London: Conway Maritime Press, 2002. — P. 27. — 403 p. — ISBN 0-87021-459-4.
74. ↑  Campbell, John. Naval Weapons of World War Two. — London: Conway Maritime Press, 2002. — P. 21. — 403 p. — ISBN 0-87021-459-4.
75. ↑  Campbell, John. Naval Weapons of World War Two. — London: Conway Maritime Press, 2002. — P. 29. — 403 p. — ISBN 0-87021-459-4.
76. ↑  Campbell, John. Naval Weapons of World War Two. — London: Conway Maritime Press, 2002. — P. 230. — 403 p. — ISBN 0-87021-459-4.
77. ↑  Сулига С. В. Французские ЛК «Ришелье» и «Жан Бар» // Броневая защита. — СПб., 1996.
78. ↑  Campbell, John. Naval Weapons of World War Two. — London: Conway Maritime Press, 2002. — P. 321. — 403 p. — ISBN 0-87021-459-4.
79. ↑  Campbell, John. Naval Weapons of World War Two. — London: Conway Maritime Press, 2002. — P. 117. — 403 p. — ISBN 0-87021-459-4.
80. 1 2 3 4 5 6  Балакин С. А. и др., 2006, с. 238.
81. ↑  Васильев А. М., 2006, с. 115, 117.
82. ↑  Теоретические основы радиолокации / Ширман Я. Д. — М.: Советское радио, 1970. — С. 20—22. — 560 с. — 25 000 экз.
83. 1 2  Патянин С. В., Дашьян А. В. и др. Крейсера Второй мировой. Охотники и защитники… — С. 195..
84. 1 2  Васильев А. М. Линейные корабли типа «Советский Союз». — СПб.: Галея Принт, 2006. — С. 91.
85. ↑  Васильев А. М., Морин А. Б. Суперлинкоры Сталина. «Советский Союз», «Кронштадт», «Сталинград». — М.: Коллекция, Яуза, Эксмо, 2008. — С. 68. — 112 с.
86. ↑  Титушкин С. И., 1992, с. 58.
87. ↑  Tony DiGiulian. Russia 406 mm/50 (16″) B-37 Pattern 1937 (англ.). Naval Weapons of the World. Дата обращения: 24 марта 2011. Архивировано из оригинала 24 марта 2011 года.